# Geelvleugelara
De geelvleugelara of (in Suriname) bokraaf (Ara macao) is een papegaaiachtige uit de familie papegaaien van Afrika en de Nieuwe Wereld (Psittacidae). De wetenschappelijke naam van de soort werd als Psittacus macao in 1758 gepubliceerd door Carl Linnaeus. Het is de nationale vogel van Honduras.

## Kenmerken
Het bontgekleurde vederkleed bevat veel geel, rood en blauw en iets groen. Kenmerkend is het zwart-witte deel van de snavel en de bleke, onbevederde wangen. De vogel heeft een lengte van 90 centimeter.

## Verspreiding en leefgebied
De soort leeft in de groenblijvende bossen in de Amerikaanse tropische regenwouden, van Mexico tot aan het Amazoneregenwoud van Peru en Brazilië. De papegaai komt voor van laaglanden op zeeniveau tot een hoogte van 500 meter boven zeeniveau. Vroeger kwam de soort tot een hoogte van 1000 meter voor, maar de geelvleugelara is in aantal en verspreidingsgebied sterk teruggedrongen. Oorzaken zijn van antropogene aard, voorbeelden zijn de vernietiging van het biotoop en het verzamelen van exemplaren voor de handel in exotische dieren. De vogel komt nog steeds voor op het eiland van het Nationaal Park Coiba (Panama). Het dier heeft een uitgebreid dieet, dit dieet bestaat uit zaden/pitten, fruit, bast en insecten. Ook zal dit dier aan klei likken om hun zoutpercentage op peil te houden.
De soort telt twee ondersoorten:
- A. m. macao – van Costa Rica tot Bolivia en centraal Brazilië.
- A. m. cyanopterus Wiedenfeld, 1995 – van zuidoostelijk Mexico tot Nicaragua.

## Gevangenschap
Als huisdier zijn de geelvleugelara's dure, lawaaierige en veeleisende kooidieren. Exemplaren die handtam zijn, kunnen prettig in de omgang en aanhankelijk zijn, ze kunnen soms leren spreken. In gevangenschap wordt deze papegaai ook wel gekruist met andere soorten, met als doel nieuwe kruisingen (hybriden) voort te brengen. Wanneer de geelvleugelara met de blauwgele ara wordt gekruist, ontstaat er de 'catalina macaw'.

## Status
In de overeenkomst inzake de internationale handel in bedreigde soorten wilde dieren en planten (CITES) wordt de vogel onder "bijlage 1" geclassificeerd: "Er worden geen soorten meer uit het wild gehaald om te worden uitgevoerd als de soort met uitsterven bedreigd wordt." Dit wordt ook wel de rode lijst genoemd.

## Afbeeldingen

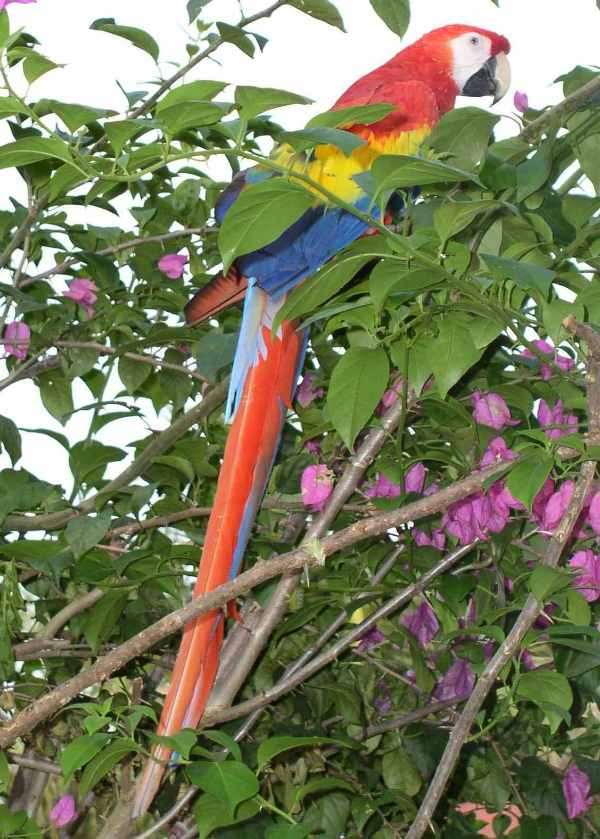
Geelvleugelara in het wild in Belize
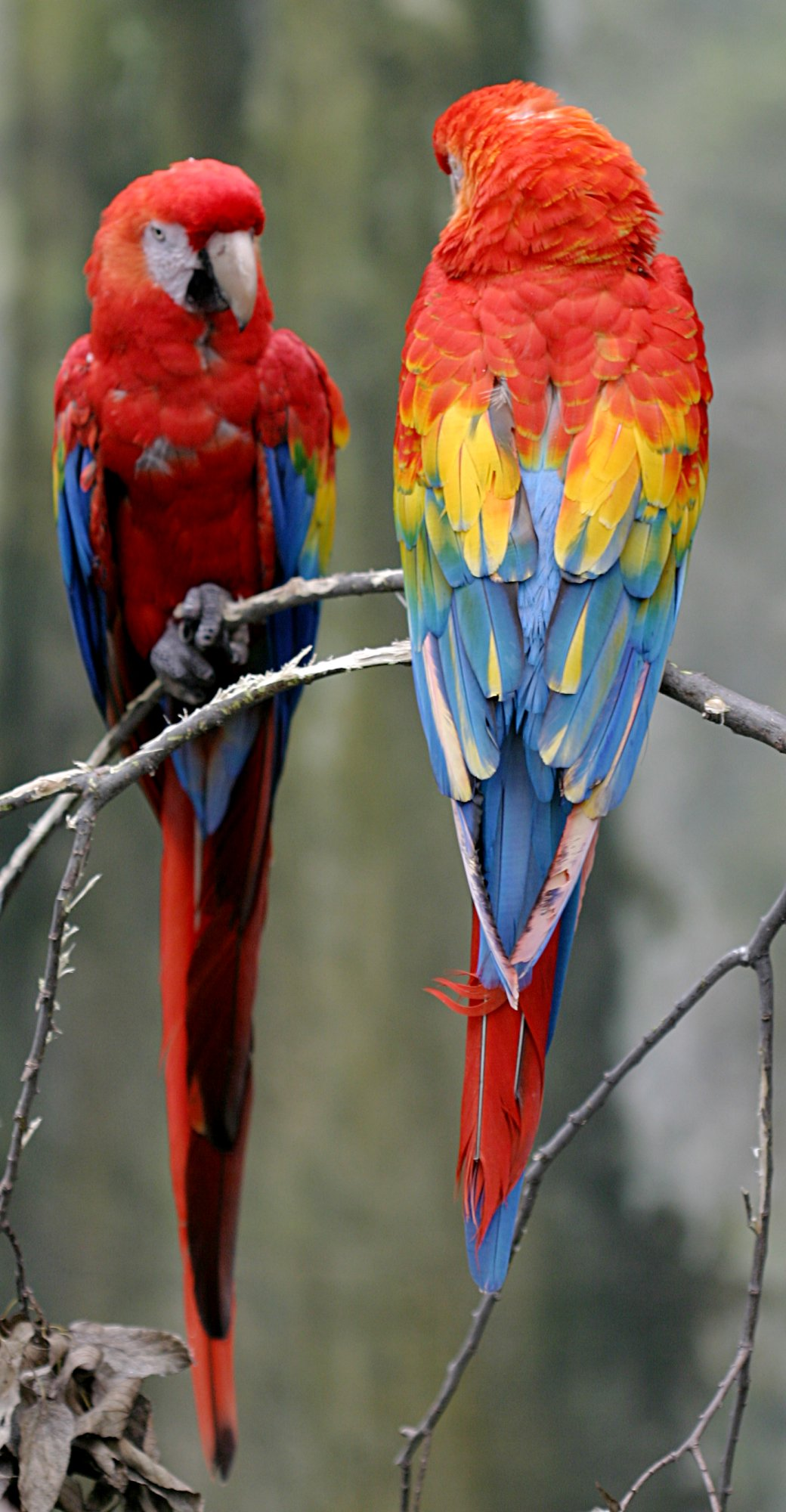
Twee geelvleugelara's in de Henry Doorly Zoo in Omaha